# باشگاه فوتبال النصر کویت
باشگاه النصر (به عربی: نادی النصر) یک باشگاه فوتبال از کویت است که در شهر فروانیه قرار دارد.